# Leitzaldea

Comarca de Norte de Aralar

Leitzaldea (en català Nord d'Aralar, en castellà Norte de Aralar) és una comarca de Navarra situada a la Merindad de Pamplona, a la zona bascòfona de Navarra i que fa frontera amb Guipúscoa. Té uns 6.000 habitants

## Municipis
- Araitz: 592 habitants (2002).
- Arano: 146.
- Areso: 282.
- Betelu: 342.
- Goizueta: 891.
- Larraun: 1.047.
- Leitza: 2.935.
- Lekunberri: 871.

## Personatges il·lustres
- Iñaki Perurena
- José María Bakero, futbolista
- Aimar Olaizola, pilotari
- Abel Barriola, pilotari
- Patxi Zabaleta, polític i escriptor en basc